# Алекса Пејић
Алекса Пејић (Београд, 9. јула 1999) српски је фудбалер који тренутно игра за ТСЦ из Бачке Тополе.

## Каријера
Заједно са осталим члановима екипе Бродарца у узрасту до 19 година старости, Пејић је освојио Омладинску лигу Србије за такмичарску 2016/17. То им је касније омогућило да наступе у УЕФА Лиги младих тимова, а Пејић је био стрелац поготка против грузијског представника Сабуртала. Са екипом се пласирао у шеснаестину финала, где су их елиминисали вршњака Манчестер јунајтеда. За Бродарац је дебитовао и у сениорској конкуренцији, те је, као бонус играч, на неколико утакмица допринео освајању првог места на табели Београдске зоне за такмичарску 2017/18. У својству бонус играча одиграо је и наредну сезону у Српској лиги Београда.
Лета 2019. године прешао је у новосадски Пролетер, са којим је прошао припреме пред почетак нове сезоне у Суперлиги Србије. Дебитовао је на отварању тог такмичења за сезону 2019/20, нашавши се у стартној постави своје екипе на гостовању Радничком на Стадиону Чаир у Нишу. На терену је провео 53 минута, после чега га је заменио Марко Пантић. Свој први погодак за Пролетер постигао је у 5. колу, у поразу од 2 : 1 на гостовању Чукаричком. Забележио је и асистенцију за Милана Миросављева у победи над крушевачким Напретком у 10. колу, док је још једном био стрелац два кола касније против сурдуличког Радника.
Током првог дела сезоне одиграо је 17 утакмица у Суперлиги Србије. По свих 90 минута одиграо је против Младости у 3, Црвене звезде у 15. и Чукаричког у 20. колу. На сусрету са Војводином у 6. колу замењен је пред крај утакмице, Наступио је још и у шеснаестини финала Купа Србије против Јавора у Ивањици. У наставку сезоне се усталио у постави своје екипе те су по њеном окончању медији писали о могућем иностраном ангажману. У својству једног од бонус играча, Пејић је код тренера Бранка Жигића започео и наредну сезону. Тако је у 10. колу био стрелац за минималну победу над саставом ТСЦ Бачке Тополе. У јуну 2021. Пејић је потписао за Шахтјор из Солигорска. У јуну 2022. прешао је у Рапид из Беча. У фебруару 2024. потписао је за ТСЦ из Бачке Тополе.

## Репрезентација
По именовању Ненада Миловановића за селектора младе репрезентације Србије, Пејић је уврштен у састав за припремну утакмицу против суботичког Спартака у августу 2019. Касније је фигурирао као један од потенцијалних репрезентативаца у узрасту до 21 године, али није наступао током квалификација за Европско првенство.
У јануару 2021. године добио је позив вршиоца дужности селектора, Илије Столице, за учешће на турнеји репрезентације Србије, састављене претежно од фудбалера из домаће Суперлиге. Дебитовао је истог месеца на пријатељском сусрету са Доминиканском Републиком у Санто Домингу. Наступио је и неколико дана касније, против Панаме, када је након једног часа игре на терену заменио Јована Нишића.

## Статистика

### Клупска
Ажурирано 16. априла 2023.
| Клуб              | Сезона   | Лига                     | Лига    | Лига   | Национални куп | Национални куп | Европа  | Европа | Остало  | Остало | Укупно  | Укупно |
| Клуб              | Сезона   | Дивизија                 | Наступа | Голова | Наступа        | Голова         | Наступа | Голова | Наступа | Голова | Наступа | Голова |
| ----------------- | -------- | ------------------------ | ------- | ------ | -------------- | -------------- | ------- | ------ | ------- | ------ | ------- | ------ |
|                   |          |                          |         |        |                |                |         |        |         |        |         |        |
| Бродарац          | 2017/18. | Београдска зона          | 5       | 1      | —              | —              | —       | —      | —       | —      | 5       | 1      |
| Бродарац          | 2018/19. | Српска лига Београд      | 19      | 6      | —              | —              | —       | —      | —       | —      | 19      | 6      |
| Бродарац          | Укупно   | Укупно                   | 24      | 7      | —              | —              | —       | —      | —       | —      | 24      | 7      |
|                   |          |                          |         |        |                |                |         |        |         |        |         |        |
| Пролетер Нови Сад | 2019/20. | Суперлига Србије         | 26      | 2      | 1              | 0              | —       | —      | —       | —      | 27      | 2      |
| Пролетер Нови Сад | 2020/21. | Суперлига Србије         | 33      | 1      | 2              | 0              | —       | —      | —       | —      | 35      | 1      |
| Пролетер Нови Сад | Укупно   | Укупно                   | 59      | 3      | 3              | 0              | —       | —      | —       | —      | 62      | 3      |
|                   |          |                          |         |        |                |                |         |        |         |        |         |        |
| Шахтјор Солигорск | 2021.    | Премијер лига Белорусије | 11      | 1      | 1              | 0              | 1       | 0      | —       | —      | 13      | 1      |
| Шахтјор Солигорск | 2021.    | Премијер лига Белорусије | 5       | 0      | 0              | 0              | —       | —      | 1       | 0      | 6       | 0      |
| Шахтјор Солигорск | Укупно   | Укупно                   | 16      | 1      | 1              | 0              | 1       | 0      | 1       | 0      | 19      | 1      |
|                   |          |                          |         |        |                |                |         |        |         |        |         |        |
| Рапид Беч         | 2022/23. | Бундеслига Аустрије      | 22      | 0      | 4              | 0              | 5       | 0      | —       | —      | 31      | 0      |
|                   |          |                          |         |        |                |                |         |        |         |        |         |        |
| Каријера          | Каријера | Каријера                 | 121     | 11     | 8              | 0              | 6       | 0      | 1       | 0      | 136     | 11     |
|                   |          |                          |         |        |                |                |         |        |         |        |         |        |

### Репрезентативна
Ажурирано 31. јануара 2021.
| Србија | Србија  | Србија |
| Године | Наступа | Голова |
| ------ | ------- | ------ |
| 2021.  | 2       | 0      |
| Укупно | 2       | 0      |

## Трофеји и награде
Бродарац
- Омладинска лига Србије : 2016/17.[4]
- Београдска зона : 2017/18.[14]